# Coppa del mondo di arrampicata 2009
La Coppa del mondo di arrampicata 2009 si è disputata dall'11 aprile al 14 novembre, nelle tre specialità lead, boulder e speed.

## Classifica maschile

### Generale
| Pos. | Atleta       |
| ---- | ------------ |
| 1    | Adam Ondra   |
| 2    | Sachi Amma   |
| 3    | Klemen Becan |

### Lead
| Pos.                                                                        | Atleta                   | FRA      | ESP      | AUT     | BEL         | CZE | SLO | Punti |
| --------------------------------------------------------------------------- | ------------------------ | -------- | -------- | ------- | ----------- | --- | --- | ----- |
| 1                                                                           | Adam Ondra               | 5        | 1        | 1       | 1           | 11  | 1   | 451   |
| 2                                                                           | Patxi Usobiaga Lakunza   | 1        | 5        | 2       | 2           | 2   | 6   | 391   |
| 3                                                                           | Sachi Amma               | 2        | 3        | 4       | 6           | 14  | 2   | 327   |
| 4                                                                           | Jakob Schubert           | 11       | 6        | 7       | 12          | 1   | 3   | 286   |
| 5                                                                           | Ramón Julián Puigblanque | 6        | 2        | 8       | 8           | 5   | 23  | 258   |
| 6                                                                           | Manuel Romain            | 7        | 12       | 5       | 3           | 8   | 9   | 236   |
| 7                                                                           | David Lama               | 3        | 27       | 12      | 9           | 7   | 10  | 207   |
| 8                                                                           | Thomas Tauporn           | 8        | 8        | 16      | 11          | 4   | 11  | 197   |
| 9                                                                           | Klemen Becan             | 29       | 18       | 6       | 5           | 14  | 5   | 188   |
| 10                                                                          | Gauthier Supper          | 9        | 28       | 14      | 7           | 12  | 7   | 173   |
| \| Legenda \| 1º posto \| 2º posto \| 3º posto \| A punti \| Senza punti \| |                          |          |          |         |             |     |     |       |
| Legenda                                                                     | 1º posto                 | 2º posto | 3º posto | A punti | Senza punti |     |     |       |

### Boulder
| Pos.                                                                        | Atleta                   | JPN      | AUT      | AUT     | USA         | NED | Punti |
| --------------------------------------------------------------------------- | ------------------------ | -------- | -------- | ------- | ----------- | --- | ----- |
| 1                                                                           | Kilian Fischhuber        | 23       | 1        | 3       | 3           | 1   | 337   |
| 2                                                                           | Rustam Gelmanov          | 3        | 11       | 1       | 6           | 4   | 296   |
| 3                                                                           | Gabriele Moroni          | 14       | 2        | 21      | 9           | 2   | 230   |
| 4                                                                           | Guillaume Glairon Mondet | 16       | 6        | 5       | 7           | 7   | 204   |
| 5                                                                           | Jonas Baumann            | 4        | 31       | 10      | 1           | 35  | 189   |
| 6                                                                           | Stephane Julien          | 1        | 59       | 34      | 17          | 3   | 183   |
| 7                                                                           | Lucas Preti              | 17       | 4        | 23      | 11          | 10  | 145   |
| 8                                                                           | Mykhaylo Shalagin        | 29       | 5        | 4       |             | 11  | 139   |
| 9                                                                           | Klemen Becan             | 6        | 25       | 23      | 15          | 5   | 132   |
| 10                                                                          | Loïc Gaidioz             | 5        | 43       | 7       | 10          | 49  | 128   |
| \| Legenda \| 1º posto \| 2º posto \| 3º posto \| A punti \| Senza punti \| |                          |          |          |         |             |     |       |
| Legenda                                                                     | 1º posto                 | 2º posto | 3º posto | A punti | Senza punti |     |       |

### Speed
| Pos.                                                                        | Atleta                 | POL      | ITA      | FRA     | ITA         | Punti |
| --------------------------------------------------------------------------- | ---------------------- | -------- | -------- | ------- | ----------- | ----- |
| 1                                                                           | Sergey Sinitsyn        | 1        | 7        | 2       | 6           | 270   |
| 2                                                                           | Sergey Abdrakhmanov    | 4        | 1        | 6       | 7           | 245   |
| 3                                                                           | Evgenii Vaitcekhovskii | 2        | 9        | 1       |             | 217   |
| 4                                                                           | Libor Hroza            |          | 6        | 3       | 1           | 212   |
| 5                                                                           | Lukasz Swirk           | 9        | 10       | 7       | 3           | 179   |
| 6                                                                           | Stanislav Kokorin      | 16       | 4        | 10      | 5           | 160   |
| 7                                                                           | Jedrzej Komosinski     | 5        | 12       | 8       | 8           | 159   |
| 8                                                                           | Csaba Komondi          | 14       | 2        | 5       |             | 155   |
| 9                                                                           | Tomasz Oleksy          | 8        |          | 4       | 4           | 150   |
| 10                                                                          | Maksym Osipov          | 13       | 11       |         | 2           | 137   |
| \| Legenda \| 1º posto \| 2º posto \| 3º posto \| A punti \| Senza punti \| |                        |          |          |         |             |       |
| Legenda                                                                     | 1º posto               | 2º posto | 3º posto | A punti | Senza punti |       |

## Classifica femminile

### Generale
| Pos. | Atleta        |
| ---- | ------------- |
| 1    | Akiyo Noguchi |
| 2    | Jain Kim      |
| 3    | Johanna Ernst |

### Lead
| Pos.                                                                        | Atleta              | FRA      | ESP      | AUT     | BEL         | CZE | SLO | Punti |
| --------------------------------------------------------------------------- | ------------------- | -------- | -------- | ------- | ----------- | --- | --- | ----- |
| 1                                                                           | Johanna Ernst       | 1        | 23       | 1       | 1           | 5   | 3   | 416   |
| 2                                                                           | Jain Kim            | 20       | 2        | 4       | 2           | 1   | 6   | 354   |
| 3                                                                           | Maja Vidmar         | 13       | 1        | 5       | 3           | 2   | 8   | 336   |
| 4                                                                           | Angela Eiter        | 5        | 2        | 2       | 4           | 11  | 9   | 295   |
| 5                                                                           | Mina Markovic       | 19       | 4        | 13      | 11          | 3   | 1   | 274   |
| 6                                                                           | Caroline Ciavaldini | 4        | 10       | 7       | 6           | 6   | 5   | 243   |
| 7                                                                           | Yuka Kobayashi      | 6        | 7        | 6       | 11          | 7   | 4   | 232   |
| 8                                                                           | Natalija Gros       | 2        | 5        | 15      | 9           | 14  | 10  | 219   |
| 9                                                                           | Muriel Sarkany      | 8        | 8        | 10      | 14          | 4   | 17  | 193   |
| 10                                                                          | Yana Chereshneva    | 3        | 11       | 13      | 7           | 13  | 21  | 190   |
| \| Legenda \| 1º posto \| 2º posto \| 3º posto \| A punti \| Senza punti \| |                     |          |          |         |             |     |     |       |
| Legenda                                                                     | 1º posto            | 2º posto | 3º posto | A punti | Senza punti |     |     |       |

### Boulder
| Pos.                                                                        | Atleta               | JPN      | AUT      | AUT     | USA         | NED | Punti |
| --------------------------------------------------------------------------- | -------------------- | -------- | -------- | ------- | ----------- | --- | ----- |
| 1                                                                           | Akiyo Noguchi        | 1        | 1        | 2       | 3           | 1   | 435   |
| 2                                                                           | Anna Stöhr           | 3        | 1        | 3       | 4           | 10  | 309   |
| 3                                                                           | Natalija Gros        | 4        | 5        | 25      | 6           | 2   | 238   |
| 4                                                                           | Chloé Graftiaux      | 12       | 9        | 7       | 9           | 4   | 200   |
| 5                                                                           | Jain Kim             | 2        |          | 11      | 5           | 23  | 169   |
| 6                                                                           | Yulia Abramchuk      | 5        | 3        | 9       |             | 19  | 167   |
| 7                                                                           | Alexandra Balakireva |          | 15       | 1       |             | 7   | 165   |
| 8                                                                           | Anne-Laure Chevrier  | 7        | 14       | 18      | 12          | 8   | 150   |
| 9                                                                           | Maud Ansade          | 16       | 4        | 16      | 7           | 25  | 143   |
| 10                                                                          | Angelica Lind        | 6        | 7        | 27      | 17          |     | 111   |
| \| Legenda \| 1º posto \| 2º posto \| 3º posto \| A punti \| Senza punti \| |                      |          |          |         |             |     |       |
| Legenda                                                                     | 1º posto             | 2º posto | 3º posto | A punti | Senza punti |     |       |

### Speed
| Pos.                                                                        | Atleta                | POL      | ITA      | FRA     | ITA         | Punti |
| --------------------------------------------------------------------------- | --------------------- | -------- | -------- | ------- | ----------- | ----- |
| 1                                                                           | Edyta Ropek           | 2        | 2        | 1       | 1           | 360   |
| 2                                                                           | Anna Stenkovaya       | 1        | 1        | 4       | 2           | 335   |
| 3                                                                           | Valentina Yurina      | 7        | 11       | 2       | 3           | 219   |
| 4                                                                           | Kseniia Alekseeva     | 5        | 6        | 3       | 10          | 197   |
| 5                                                                           | Alina Gaydamakina     | 6        | 8        | 5       | 14          | 162   |
| 6                                                                           | Svitlana Tuzhylina    | 3        | 10       |         | 5           | 150   |
| 7                                                                           | Anastasiya Savisko    | 10       | 12       | 14      | 4           | 141   |
| 8                                                                           | Monika Prokopiuk      | 12       | 14       | 6       | 11          | 130   |
| 9                                                                           | Klaudia Buczek        | 4        |          | 10      | 8           | 129   |
| 10                                                                          | Oleksandra Bud Gusaim | 13       |          | 12      | 6           | 101   |
| \| Legenda \| 1º posto \| 2º posto \| 3º posto \| A punti \| Senza punti \| |                       |          |          |         |             |       |
| Legenda                                                                     | 1º posto              | 2º posto | 3º posto | A punti | Senza punti |       |